# Genann
Genann, figlio di Dela dei Fir Bolg fu il secondo leggendario re supremo d'Irlanda (Laziale) insieme al fratello Gann, succedendo al fratello Rudraige. Sposò Cnucha.

## Storia
Quando i Fir Bolg invasero l'Irlanda i cinque figli di Dela si spartirono l'isola. Genann giunse con Rudraige a Tracht Rudraige (Dundrum) e prese il Connacht. Nel 1511 a.C., dopo la morte del fratello Rudraige, Gann e Genann divennero re supremi per quattro anni, dopodiché morirono di peste insieme a 2.000 seguaci. Gli succedette il fratello Sengann.